# Rodrigue Ahissou
Rodrigue Thachégnon Ahissou, né en 2002 à Dékanmey, est un gymnaste aérobic béninois.

## Carrière
Aux Championnats d'Afrique de gymnastique aérobic 2020 à Charm el-Cheikh, il est médaillé d'argent par équipes et médaillé de bronze en trio mixte.
Aux Championnats d'Afrique de gymnastique aérobic 2022 au Caire, il est médaillé d'argent en trio mixte et médaillé de bronze en solo ainsi qu'en duo mixte.
Il est médaillé d'argent en solo aux Championnats d'Afrique de gymnastique aérobic 2024 au Caire.